# Copibryophila
Copibryophila is een geslacht van vlinders van de familie van de uilen (Noctuidae). De wetenschappelijke naam van dit geslacht is voor het eerst voorgesteld door John Bernhardt Smith in een publicatie uit 1900.
Dit geslacht is monotypisch, dat wil zeggen dat het maar één soort heeft namelijk Copibryophila angelica Smith, 1900 die in de Verenigde Staten voorkomt.